# Arnaldo Benfenati
Arnaldo Benfenati (Castel de' Britti, 26 maggio 1924 – Castel San Pietro Terme, 9 giugno 1986) è stato un pistard e ciclista su strada italiano.
Tra i dilettanti fu campione del mondo nell'inseguimento individuale nel 1947 e vicecampione olimpico nell'inseguimento a squadre ai Giochi di Londra 1948; fu poi professionista dall'ottobre 1949 al 1952 vestendo i colori di Cimatti e Lygie.

## Palmarès

### Pista
- 1947 (dilettanti)

Campionati del mondo, Inseguimento individuale

## Piazzamenti

### Competizioni mondiali
- Campionati del mondo su pista

Parigi 1947 - Inseguimento individuale Dilettanti: vincitore
Amsterdam 1948 - Inseguimento individuale Dilettanti: 4º
- Giochi olimpici

Londra 1948 - Inseguimento a squadre: 2º